# Харахан (Луизијана)
Харахан (енгл. Harahan) град је у америчкој савезној држави Луизијана.

## Демографија
По попису из 2010. године број становника је 9.277, што је 608 (-6,2%) становника мање него 2000. године.
| Група             | 2000.         | 2010.         |
| Белци             | 9.415 (95,2%) | 8.468 (91,3%) |
| Афроамериканци    | 61 (0,6%)     | 203 (2,2%)    |
| Азијати           | 37 (0,4%)     | 93 (1,0%)     |
| Хиспаноамериканци | 243 (2,5%)    | 405 (4,4%)    |
| Укупно            | 9.885         | 9.277         |